# 기장중학교
기장중학교(機張中學校)는 대한민국 부산광역시 기장군 기장읍 대라리에 있는 공립 중학교이다.

## 학교 연혁
- 1954년 5월 31일 : 기장중학교 설립인가(6학급, 6년제)
- 1954년 7월 22일 : 개교(부산, 경남 단일 교육청)
- 1954년 10월 5일 : 초대 우신출 교장 취임
- 1957년 3월 9일 : 제1회 졸업식
- 1969년 10월 23일 : 기장중학교 철마분교 설립인가(6학급)
- 1970년 3월 1일 : 기장중학교 철마분교 개교
- 1974년 2월 28일 : 기장중 기장종고 분리
- 1993년 3월 1일 : 기장종고로 부터 본관 인수(기장종고 현기장고등학교로 이전)
- 2010년 9월 1일 : 학교문화선도 시범학교 운영(2010.09.1-2011.02.28)
- 2023년 2월 1일 : 개축교사 개관식
- 2024년 1월 5일 : 제68회 졸업식 (남 70명, 여 68명 계 138명, 누계 18,777명)
- 2024년 3월 4일 : 제71회 입학식 (남 77명, 여 56명 계 133명)
- 2024년 9월 1일 : 제25대 허인숙 교장 취임

## 참고 자료
- 기장중학교 - 한국교육학술정보원 학교알리미